# Alexandru Gațcan
Alexandru Gațcan (ros. Александр Михайлович Гацкан, rum. Александру Гацкан, ur. 27 marca 1984 w Kiszyniowie) – piłkarz mołdawski grający na pozycji środkowego pomocnika. Od 2008 roku jest zawodnikiem klubu FK Rostów. Posiada także obywatelstwo rosyjskie.

## Kariera klubowa
Karierę piłkarską Gațcan rozpoczął w klubie Unisport-Auto Kiszyniów. W 2003 roku awansował do kadry pierwszego zespołu i zadebiutował w nim w pierwszej lidze mołdawskiej. w klubie tym występował przez cały sezon 2003/2004.
W 2004 roku Gațcan odszedł do rosyjskiego Spartaka Moskwa. Nie przebił się jednak do pierwszej drużyny Spartaka i do końca 2004 roku występował jedynie w rezerwach tego klubu. W 2005 roku odszedł do Spartaka Czelabińsk i przez sezon występował w nim w Pierwszej Dywizji.
Na początku 2006 roku Gațcan przeszedł do Rubinu Kazań. W rosyjskiej Premijer Lidze zadebiutował 19 marca 2006 w wygranym 2:1 domowym spotkaniu z FK Rostów. W drużynie Rubinu występował do końca 2007 roku.
W 2008 roku Gațcan podpisał kontrakt z FK Rostów z Pierwszej Dywizji. Swój debiut w nim zaliczył 19 sierpnia 2008 w wygranym 2:1 wyjazdowym meczu z Dinamem Barnauł. Na koniec 2008 roku awansował z Rostowem do Priemjer-Ligi i od tego czasu jest podstawowym zawodnikiem klubu.
| Sezon   | Klub                    | Kraj     | Rozgrywki         | Mecze | Bramki |
| ------- | ----------------------- | -------- | ----------------- | ----- | ------ |
| 2003/04 | Unisport-Auto Kiszyniów | Mołdawia | Divizia Națională | 22    | 3      |
| 2004    | Spartak-2 Moskwa        | Rosja    | Trzecia Dywizja   | 14    | 2      |
| 2005    | Spartak Czelabińsk      | Rosja    | Pierwyj Diwizion  | 28    | 3      |
| 2006    | Rubin Kazań             | Rosja    | Priemjer-Liga     | 21    | 1      |
| 2007    | Rubin Kazań             | Rosja    | Priemjer-Liga     | 19    | 1      |
| 2008    | FK Rostów               | Rosja    | Pierwyj Diwizion  | 14    | 3      |
| 2009    | FK Rostów               | Rosja    | Priemjer-Liga     | 26    | 4      |
| 2010    | FK Rostów               | Rosja    | Priemjer-Liga     | 24    | 0      |
| 2011/12 | FK Rostów               | Rosja    | Priemjer-Liga     |       |        |

## Kariera reprezentacyjna
W reprezentacji Mołdawii Gaţcan zadebiutował w 2005 roku. W swojej karierze grał m.in. w eliminacjach do MŚ 2006, Euro 2008 i MŚ 2010.